# Prado de las Pozas

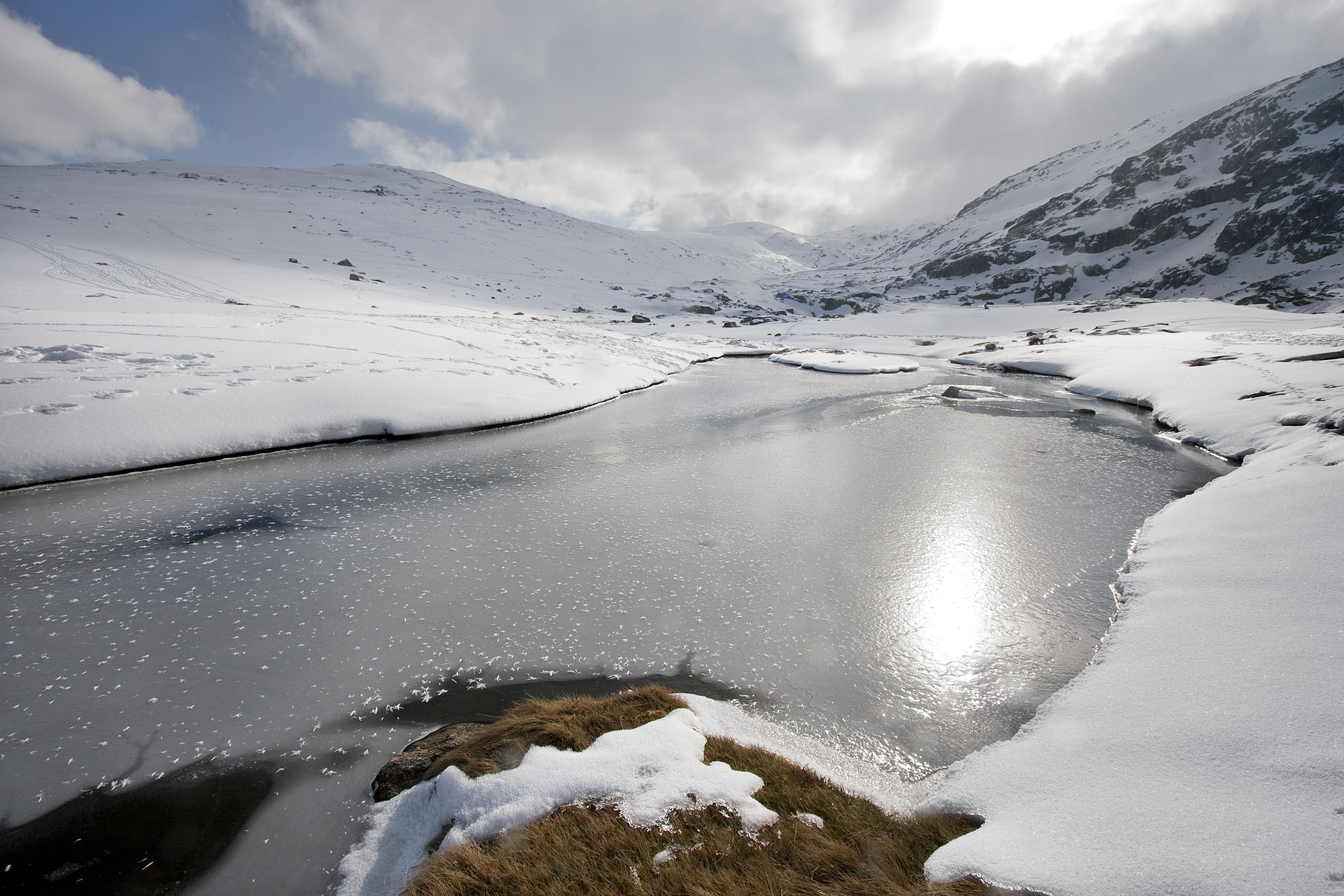
Prado de las Pozas en invierno.

Situado en la provincia de Ávila (Castilla y León, España), en torno a los 2000 m de altitud, el Prado de las Pozas es uno de los más extensos y típicos cervunales de la sierra de Gredos, praderío habitual de los sectores más occidentales del Sistema Central. 

## Descripción

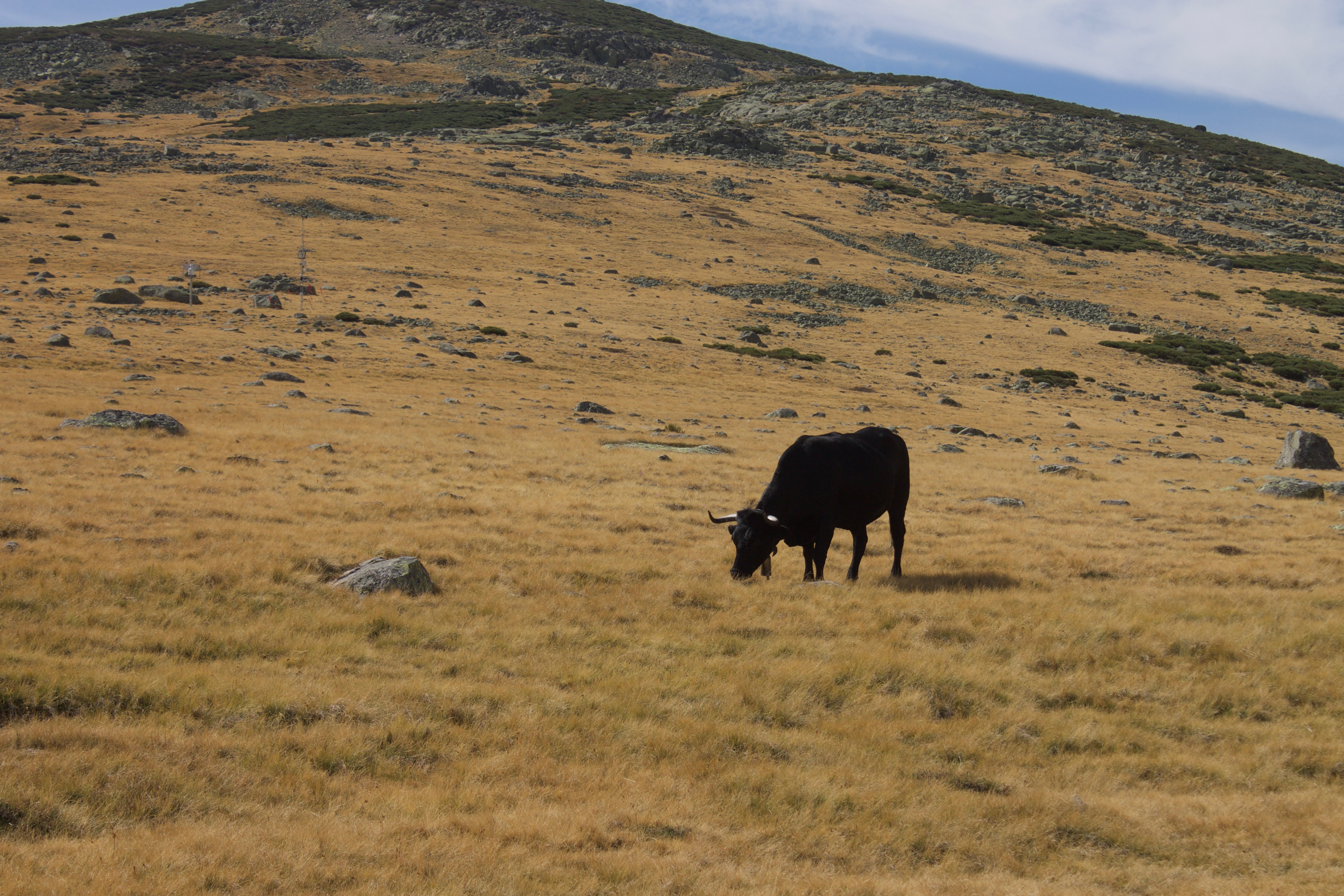
Vaca pastando en el prado en verano

Se trata de un césped muy compacto, formado casi en exclusiva por la gramínea Nardus stricta, denominada comúnmente cervuno (de aquí el nombre vulgar que se le aplica) y que se desarrolla sobre suelos silíceos con elevada humedad, lo que favorece una rápida descomposición de los restos vegetales. Estas comunidades de pastos no son exclusivos de una determinada altitud o piso de vegetación, pues están más influidos por factores topográficos y edafológicos que climáticos, y por ello se pueden encontrar junto a robledales, entre el piornal, e incluso en los roquedos de las altas cumbres.

## Especies observables
Acompañando al cervuno aparecen también otras gramíneas, como Festuca iberica, Anthoxanthum odoratum y Danthonia procumbens, junto a leguminosas como Trifolium repens, Lotus glareosus y un par de aulagas como son la aulaga de Inglaterra (Genista anglica) y la aulaga carpetana (Genista carpetana), esta última fácilmente reconocible por su tendencia a tapizar rocas. Otras especies presentes son la campanilla de la Sierra de la Estrella (Campanula herminii), el narciso nival (Narcissus bulbocodium var. minor), el azafrán serrano (Crocus carpetanus), la genciana de turbera (Gentiana pneumonanthe) y el gallarito (Pedicularis sylvatica).

## Como llegar

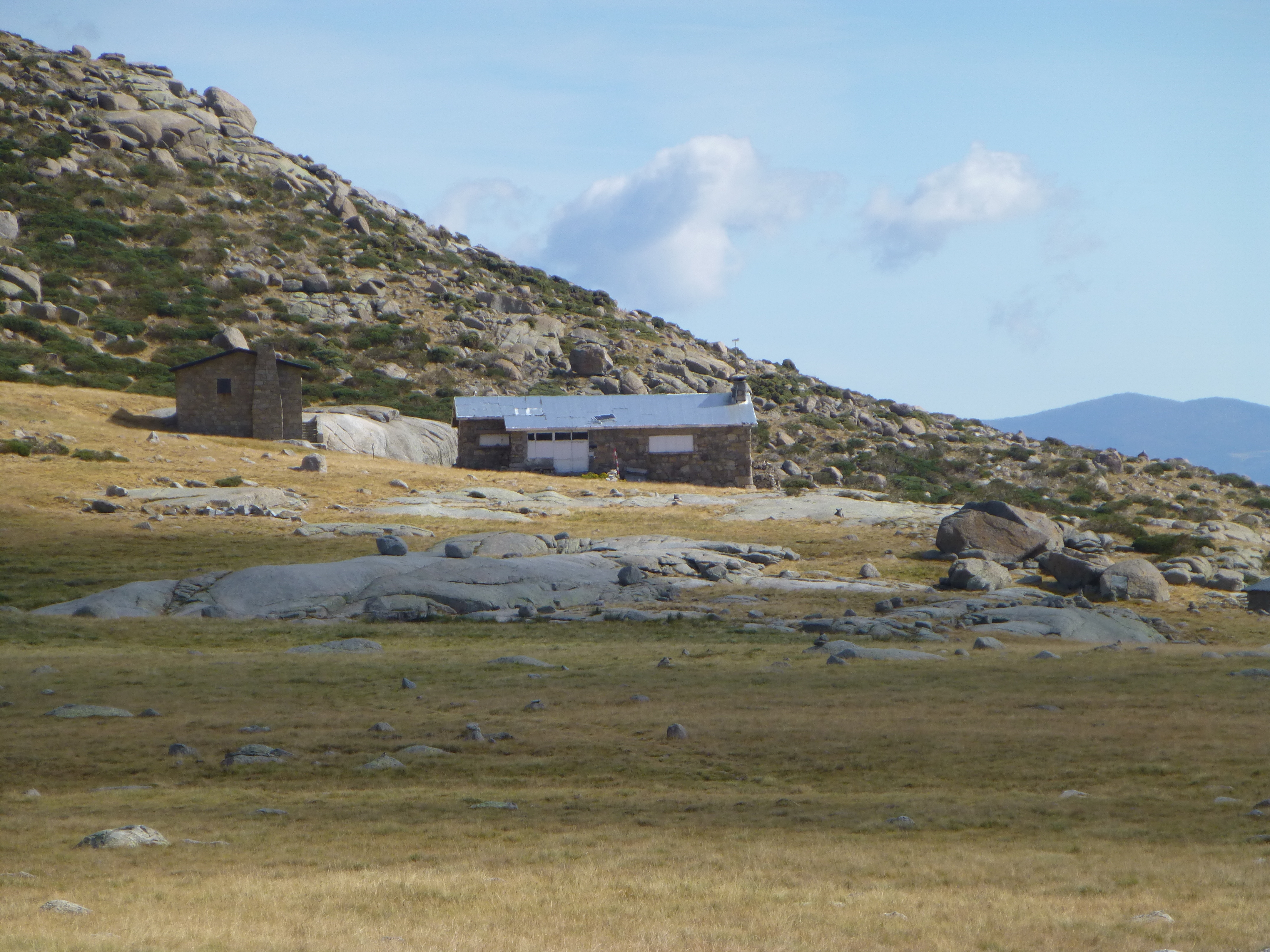
Refugio de Reguero Llano.

Partiendo desde la Plataforma de Gredos (con acceso desde Hoyos del Espino), se comienza subiendo por un empinado y zigzagueante camino que surge a la derecha, justo enfrente del quiosco de bebidas, y que se denomina "subida de la Escaleruelas". En aproximadamente media hora se llega al refugio de Reguero Llano, junto a las ruinas del antiguo refugio del Club Alpino Español, donde se puede tomar un tentempié e incluso pernoctar. Detrás del refugio y en dirección sur se extiende el Prado de las Pozas, con la garganta del mismo nombre discurriendo por la derecha desde su nacimiento detrás de las Paredes Negras. El terreno por el que se transita es el cervunal típico de Gredos, un pastizal de alta montaña muy productivo donde suelen pastar vacadas de raza Avileña-Negra ibérica durante el verano. Hacia la derecha, y cruzando la garganta de las Pozas, asciende el camino que se dirige al Circo de Gredos y la Laguna Grande de Gredos.